# Metaborborus parastichosus
Metaborborus parastichosus är en tvåvingeart som beskrevs av Allen L.Norrbom och Kim 1985. Metaborborus parastichosus ingår i släktet Metaborborus och familjen hoppflugor. Inga underarter finns listade i Catalogue of Life.